# Едеска школа
Едеска школа (сиријски: ܐܣܟܘܠܐ ܕܐܘܪܗܝ), често мешана са Нисибиском школом, била је теолошка школа од великог значаја за свет који говори сиријским језиком. Основали су је још у 2. веку краљеви из династије Абгар. Године 363. Нисибис је пао у руке Персијанаца, због чега је свети Јефрем Сирин, у пратњи више наставника, напустио школу у Нисибису. Отишли су у Едесу, где је Јефрем преузео управу над тамошњом школом. Тада је њен значај још више порастао. У Едеси је било безброј манастира у којима су боравили многи монаси и нудили су бројне ћелије за њихово пребивалиште. Јефрем је тамо узео келију, почевши да живи аскетским животом, тумачећи Свето писмо, пишући поезију и химне и предавао је у школи, а поред тога је подучавао младе девојке црквеној  музици.
Први забележени управитељ Едеске школе био је Киоре. Почетком 5. века школа је имала кадрове који су поседовали знања потребне за аскете и научнике и имали су административну способност. Заузевши столицу егзегезе (мепаскану), заменио је Јефремове текстове онима које је сачинио Теодора из Мопсуестије. Том значајниом одлуком, Киоре је усмерио  курс студија у правцу који је требао да представља мешавину дедуктивних принципа Аристотела и Теодоровог веровања Диофизита.
489, након несторијанског  раскола, византијски цар Зенон, поступајући по савету епископа Кира II од Едесе, наредио да се школа у потпуности затвори због учења преузетих из несторијанске доктрине. Њени научници су се вратили у школу у Нисибису.